# Alza il volume (singolo)
Alza il volume è un singolo del DJ italiano Prezioso e del rapper italiano Fabri Fibra, pubblicato il 10 luglio 2015 dalla Time S.p.A..

## Descrizione
Il brano è caratterizzato da sonorità dance e da un campionamento del brano Quorum di Fabri Fibra, presente nel sesto album in studio del rapper, Controcultura.
Il 17 luglio 2015 il singolo è stato reso disponibile per il download digitale in versione estesa e in versione radiofonica.

## Tracce
1. Alza il volume (Radio Edit) – 3:08
2. Alza il volume (Extended Mix) – 3:23